# Sarah Wiener Stiftung
Die Sarah Wiener Stiftung ist eine gemeinnützige Stiftung mit Sitz in Erfurt und Geschäftsstelle in Berlin, die sich seit 2007 dafür einsetzt, das Ernährungsbewusstsein bei Kindern zu fördern. Gründerin und Vorstandsvorsitzende ist die Köchin, Autorin und ehemalige EU-Abgeordnete Sarah Wiener.

## Stiftungsarbeit
Die private Stiftung wurde 2007 mit einem Stiftungskapital von 253.500 Euro gegründet. Sie sieht „die praktische Ernährungsbildung als Kern ihrer Arbeit“. Die Bildungsprogramme der Stiftung sollen über die Zubereitung, Herkunft und Vielfalt von Lebensmitteln aufklären und Kindern vermitteln, wie sie sich ausgewogen und abwechslungsreich ernähren können. Die Stiftung ist überwiegend bundesweit aktiv.

## Projekte
Die Stiftung hat verschiedene Angebote zum Thema Lebensmittel entdecken und Kochen mit Kindern.

### Fortbildungen
Unter dem Namen „Ich kann kochen!“ bietet die Stiftung seit 2015 gemeinsam mit der BARMER kostenfreie Fortbildungen für pädagogische Fach- und Lehrkräfte zum Kochen mit Kindern an. Außerdem betreiben BARMER und Sarah Wiener Stiftung gemeinsam die Webseite www.familienkueche.de, die Eltern zum Kochen und Essen mit Kindern informiert.

### Bildungsprogramm
Seit 2023 bietet die Stiftung das ebenfalls kostenfreie Bildungsprogramm „Essen entdecken!“ an. Das Programm richtet sich an pädagogische Fachkräfte aus Kitas, die mithilfe des Programms, Kindern Herkunft und Vielfalt von Lebensmitteln vermitteln. 

### Weitere Angebote
Darüber hinaus hat die Stiftung zwei Projekte, die in Berlin verankert sind: Die „Genussbotschafter:innen für Familien“ sowie die „Ernährungslotsinnen der Sarah Wiener Stiftung“.

## Partner
Partner sind unter anderem die Barmer Ersatzkasse und IN FORM, der Nationale Aktionsplan der Bundesregierung zur Verbesserung des Ernährungs- und Bewegungsverhaltens in Deutschland.

## Auszeichnungen
2023 wurde die Sarah Wiener Stiftung mit der „Nationalen Auszeichnung – Bildung für nachhaltige Entwicklung“ (BNE) ausgezeichnet.

## Veröffentlichungen
- Sarah Wiener Stiftung (Hrsg.): Landschaft schmeckt. Nachhaltig kochen mit Kindern, Beltz-Verlag, 2014, ISBN 978-3-407-75396-0